# Petronius
Petronius (ca. 27-66 e.Kr.) var en antik romersk satirisk forfatter. Han er kendt for den store roman Satyricon om tre unge mænds bizarre oplevelser på en rejse rundt i Romerriget.
Forfatteren Petronius er muligvis den samme som den Petronius, der ifølge historikeren Tacitus var kejser Neros arbiter elegantiae officielle smagsdommer i spørgsmål om luksus og ekstravagance; derfor omtales han også ofte som Petronius Arbiter. Nero beordrede 
ham og Seneca til at begå selvmord i år 66 e.Kr.. Ifølge Tacitus var Petronius' fornavn Gaius, mens han i et manuskript til Satyricon kaldes Titus. Det har skabt tvivl om Satyricons forfatter også er Neros smagsdommer.